# Bílá Voda
Bílá Voda település Csehországban, a Jeseníki járásban. Bílá Voda Javorník és Złoty Stok településekkel határos. Lakosainak száma 327 fő (2024. január 1.).

## Népesség
A település lakosságának változását az alábbi diagram mutatja:
| Lakosok száma | 1475 | 1330 | 1182 | 465  | 588  | 316  | 328  | 307  | 330  | 327  |
|               | 1869 | 1890 | 1921 | 1950 | 1980 | 2001 | 2017 | 2019 | 2022 | 2024 |